# Bisdom Cristalândia
Het bisdom Cristalândia (Latijn: Dioecesis Cristalandiensis) is een rooms-katholiek bisdom met als zetel Cristalândia, in Brazilië. Het bisdom is suffragaan aan het aartsbisdom Palmas.

## Geschiedenis
Het bisdom werd opgericht op 26 maart 1956, als territoriale prelatuur Cristalândia, uit delen van het bisdom Porto Nacional en de territoriale prelaturen Bananal en São José de Alto Tocantins, en was suffragaan aan het aartsbisdom Goiânia. Op 27 maart 1996 wisselde het van kerkprovincie en werd suffragaan aan het aartsbisdom Palmas. Op 10 juli 2019 werd het verheven tot bisdom.

## Parochies
Het bisdom had in 2021 een oppervlakte van 70.488 km2 en telde 258.870 inwoners waarvan 60,3% rooms-katholiek was.

## Bisschoppen
- Jaime Antônio Schuck (25 november 1958 - 11 mei 1988)
- Olívio Teodoro Obalhe (11 mei 1988 - 29 september 1989; coadjutor sinds 12 maart 1987)
- Herbert Hermes (20 juni 1990 - 25 februari 2009)
- Rodolfo Luís Weber (25 februari 2009  - 2 december 2015)
- Wellington de Queiroz Vieira (16 november 2016 - heden)

Palmas (aartsbisdom) · Araguaína · Cristalândia · Miracema do Tocantins · Porto Nacional · Tocantinópolis